# Chronokomparator

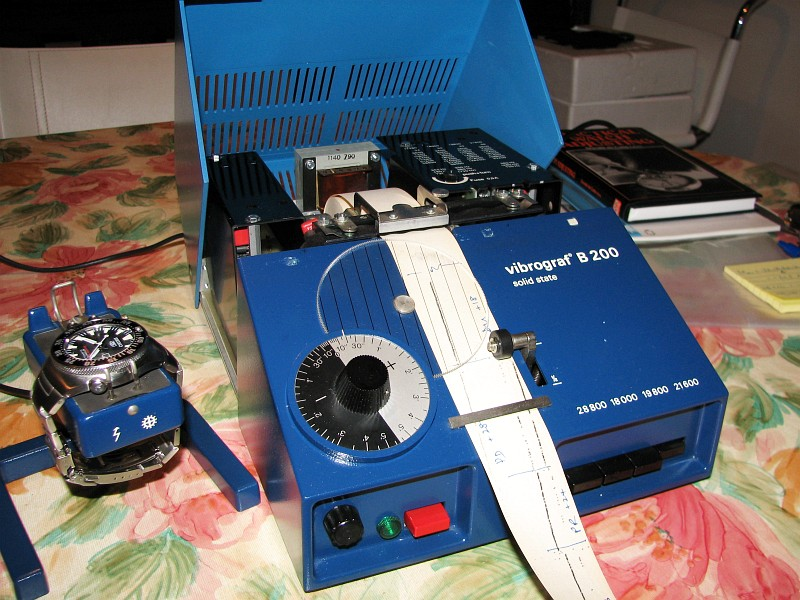
Chronokomparator

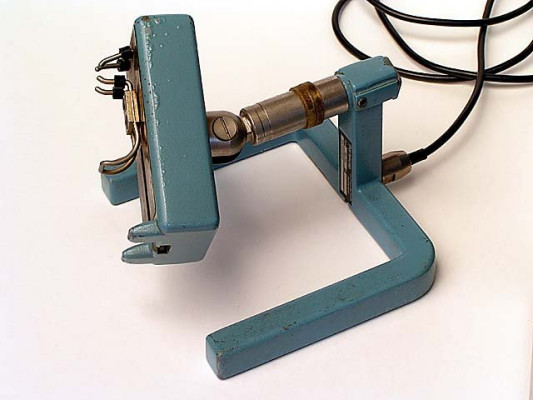
Mikrofon sprawdzarki

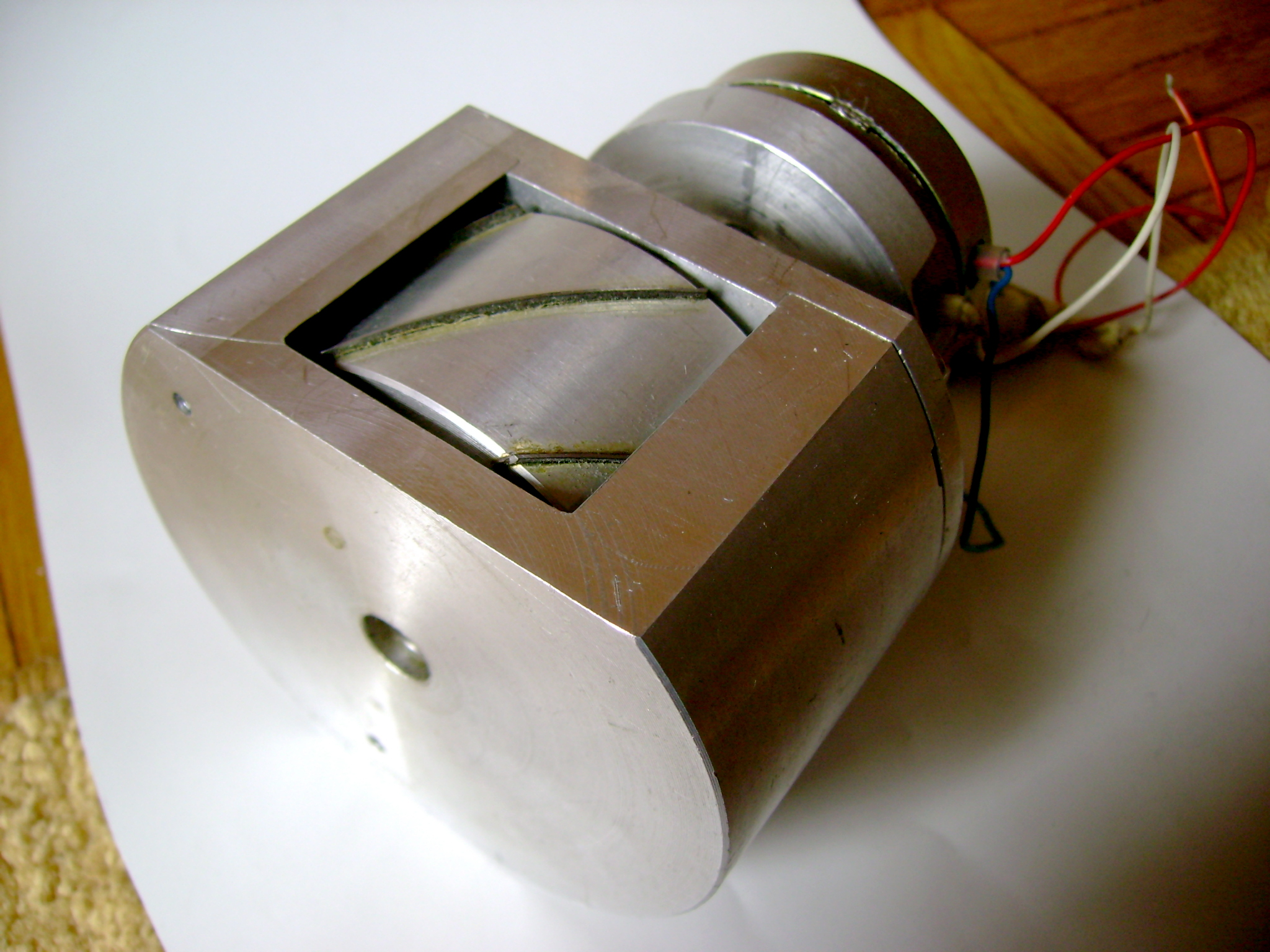
Cylinder drukujący sprawdzarki

Chronokomparator (sprawdzarka chodu) – urządzenie do pomiaru przyrostu dobowego odchyłki wskazań zegarków i zegarów z mechanicznymi regulatorami chodu.
Zasada działania sprawdzarki polega na porównaniu częstotliwości wahań regulatora zegarka z częstotliwością wzorcową. Wynik tego porównania jest drukowany w formie wykresu na taśmie papierowej. Daje to możliwość pomiaru dobowej różnicy wskazań oraz wyregulowania szybkości chodu i symetrii z dużą dokładnością w ciągu paru minut.
Oprócz regulacji za pomocą sprawdzarki można wykryć wady i usterki mechanizmu zegarowego bardzo trudne do wykrycia innymi metodami. Należą do nich uszkodzenia i niecentryczność koła wychwytowego, niewyważenia balansu, błędy pozycyjne, wady zazębienia i łożysk, namagnesowanie mechanizmu itp. Te wszystkie informacje uzyskuje się bez rozbierania mechanizmu.
Podstawowe bloki funkcjonalne chronokomparatora to:
- tor mikrofonowy zamieniający odgłos uderzeń wychwytu zegarka na impulsy o stałej amplitudzie i czasie trwania
- układ wytwarzania częstotliwości wzorcowej – generator kwarcowy lub odbiornik częstotliwości wzorcowej
- układ porównujący
- układ zobrazowania wyniku pomiaru

W sprawdzarce elektromechanicznej porównanie i zobrazowanie wyniku pomiaru odbywa się w układzie drukującym. Cylinder z odpowiednimi występami jest napędzany silnikiem synchronizowanym częstotliwością wzorcową. Kotwica drukująca pobudzana impulsami z toru mikrofonowego, współpracując z cylindrem, daje wykres w postaci szeregu punktów na taśmie papierowej.